# 桂北润楠
桂北润楠（拉丁学名：Machilus  guibeiensis），樟科植物，
常绿乔木，珍贵稀有种。芽常具覆瓦状排列的鳞片。叶互生，具羽状脉。花两性。圆锥花序或圆锥状聚伞花序顶生或近顶生。花被裂片6，排成2轮，近等大或外轮的较小。原产广西兴安、龙胜。